# Ailios Herodianos
Ailios Herodianos (griechisch Αἴλιος Ἡρωδιανός, lateinisch Aelius Herodianus, deutsch Herodian; * um 180; † um 250) war einer der berühmtesten griechischen Grammatiker der Antike. Er ist nicht mit dem Geschichtsschreiber Herodian zu verwechseln.
Als Sohn von Apollonios Dyskolos wurde er in Alexandria geboren. Die erhaltenen Fragmente seiner Werke deuten darauf hin, dass sich seine Arbeit auf Fragen der Betonung oder Heraushebung der einzelnen Silben von Wörtern konzentrierte. Herodianos ging nach Rom, wo er seine Allgemeine Akzentlehre (Verslehre, Prosodie) verfasste, die er Kaiser Mark Aurel widmete. Andere Werke sind ein attizistisches Lexikon, genannt Philhetaerus, und eine Studie über unregelmäßige Wörter. Die umfangreichen Sammlungen des Herodianos sind die wichtigste Quelle aller späteren Grammatiker, von denen er hoch geschätzt wurde. Über sein Leben ist nichts weiteres bekannt.

## Werke
- Der besondere Stil (Περὶ μονήρους λέξεως); einziges Werk des Herodianos, das vollständig überliefert wurde.
- Kategorien (Ἐπιμερισμοί, lateinisch Partitiones)
- Allgemeine Akzentenlehre (Ἡ καθ' ὅλου προσῳδία, auch Καθολικὴ προσῳδία, lateinisch De prosodia catholica („Allumfassende Verslehre“) oder Μεγάλη προσῳδία) („Große Verslehre“); Werk in 20 Büchern, Mark Aurel gewidmet
- Attische Prosodie (Ἀττικὴ προσῳδία)

Unechte Werke
- Akzente (Περὶ τόνων), wahrscheinlich von einem späteren Grammatiker namens Theodosius von Byzanz verfasst.
- Figuren (Περὶ σχημάτων, De figuris); der Autor ist als „Pseudo-Herodian“ bekannt.
- Philetairos (Φιλέταιρος). Es stammt wahrscheinlich von Sulpicius Cornelianus, einem Rhetoriker und Sekretär Mark Aurels.

## Ausgaben
Die bis heute gültige, kritische Gesamtausgabe besorgte im 19. Jahrhundert August Lentz:
- Herodiani technici reliquiae.

- Band 1: Praefationem et Herodiani prosodiam catholicam continens. Teubner, Leipzig 1867.
- Band 2,1: Reliqua scripta prosodiaca, pathologiam, orthographica continens. Teubner, Leipzig 1868.
- Band 2,2: Scripta de nominibus verbis pronominibus et adverbiis et librum monadicorum continens. Teubner, Leipzig 1870.